# Som (waluta)
Som – waluta (jednostka monetarna) Kirgistanu. Kod walutowy ISO 4217: KGS. Została wprowadzona 10 maja 1993 zastępując ruble w stosunku 1 som = 200 rubli. 1 som dzieli się na 100 tyin.